# 龟梭螺
龟梭螺（学名：Testudovolva orientis）为梭螺科龟梭螺属的动物。分布于日本以及中国大陆的东沙群岛附近水域等地，常见于潮下带以及水深160m沙和贝壳质的海底。该物种的模式产地在东沙群岛水域。

## 亚种
- 贞洁锯梭螺（学名：Prionovolva pudica pudica），A. Adams于1854年命名。分布于日本、新喀里多尼亚以及中国大陆的琼州海峡、北部湾等地，生活习性为暖水性。该物种的模式产地在新喀里多尼亚。[2]
- 维尔逊锯梭螺（学名：Prionovolva Pudica Wilsoniana），Cate于1973年命名。分布于日本、菲律宾、印度尼西亚、台湾等地，多生活于潮下带。该物种的模式产地在台湾高雄西南。[3]